# Joseph Abenthung

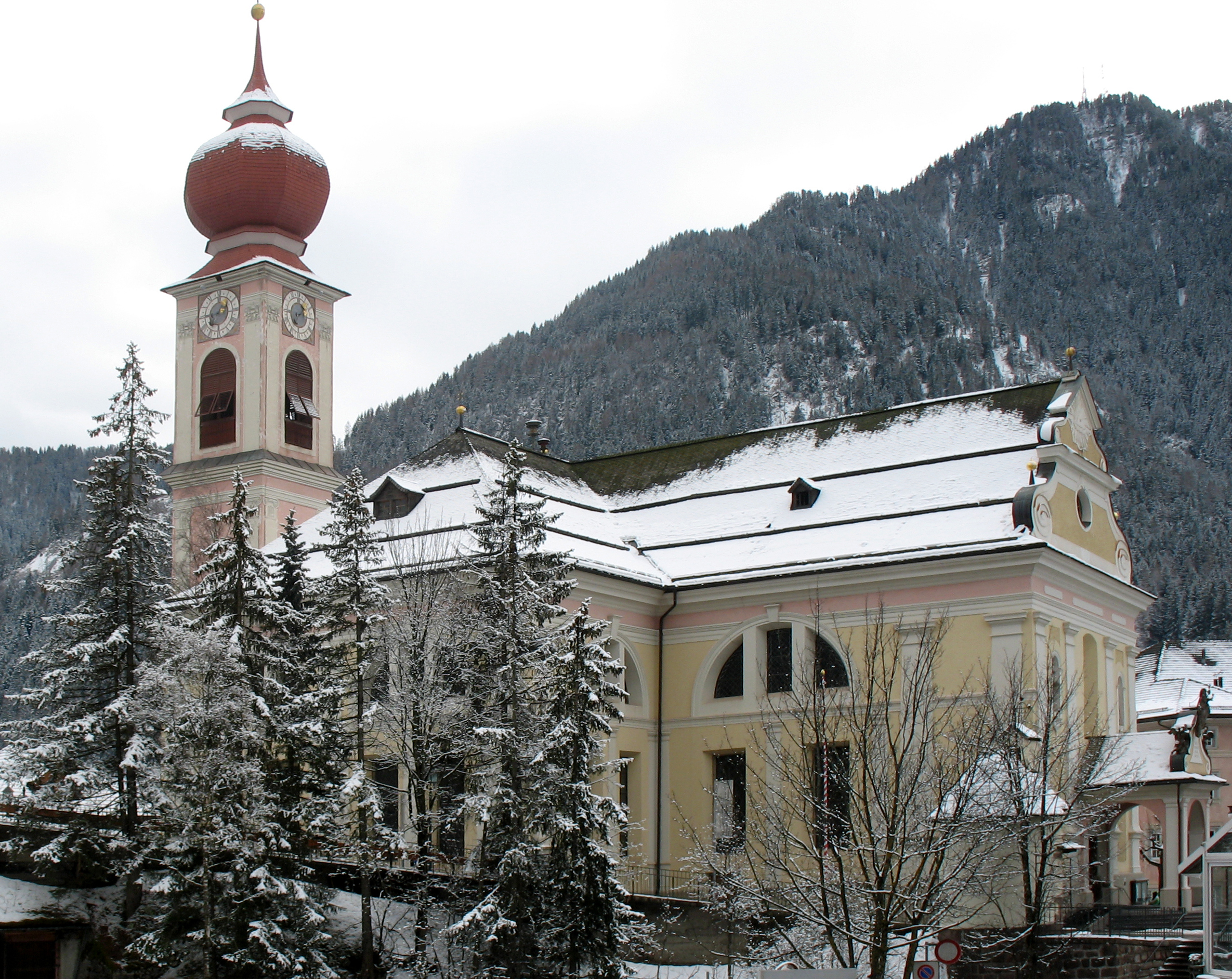
Pfarrkirche St. Ulrich in Gröden

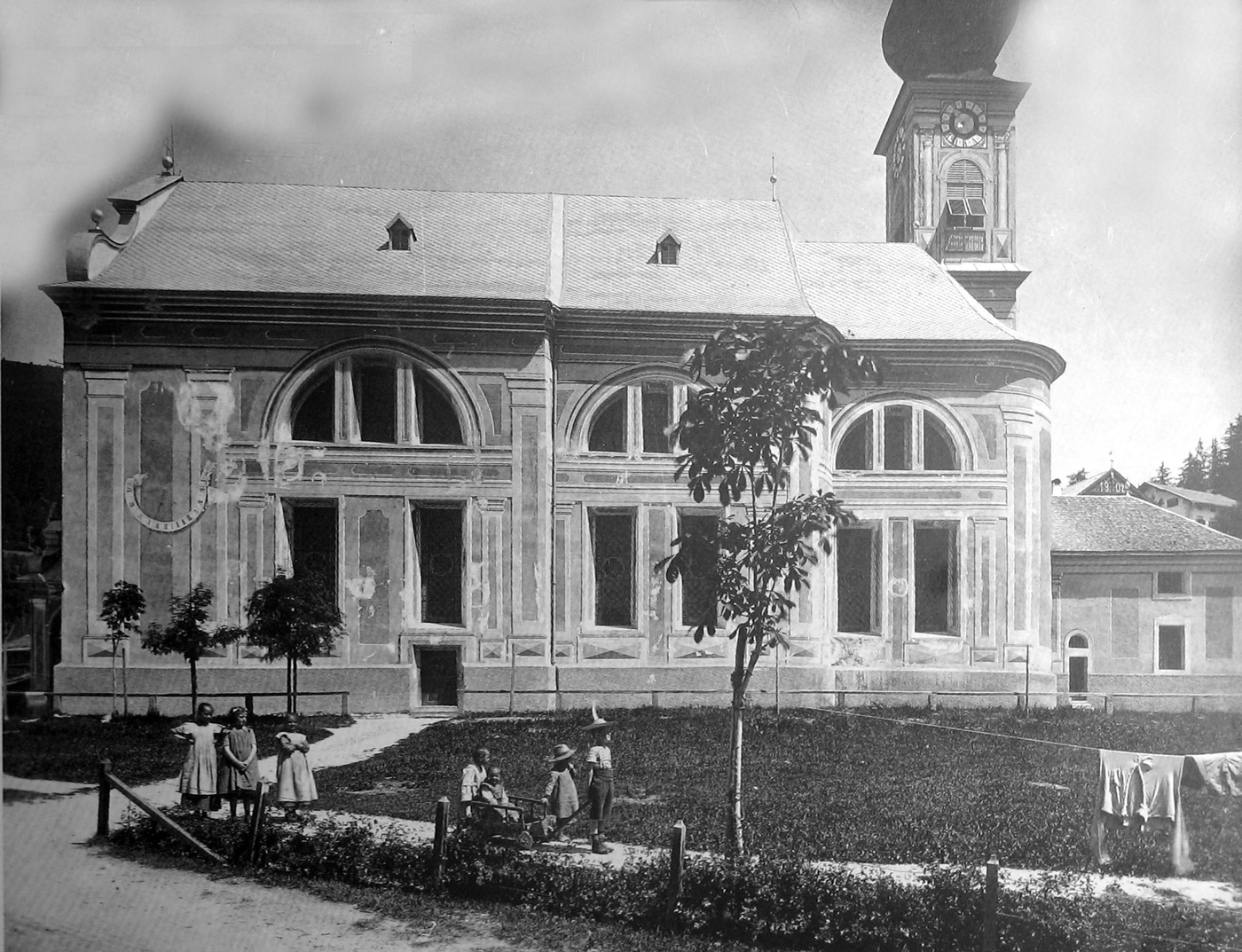
Die Pfarrkirche von St. Ulrich in der Originalform vor der Erweiterung von 1905

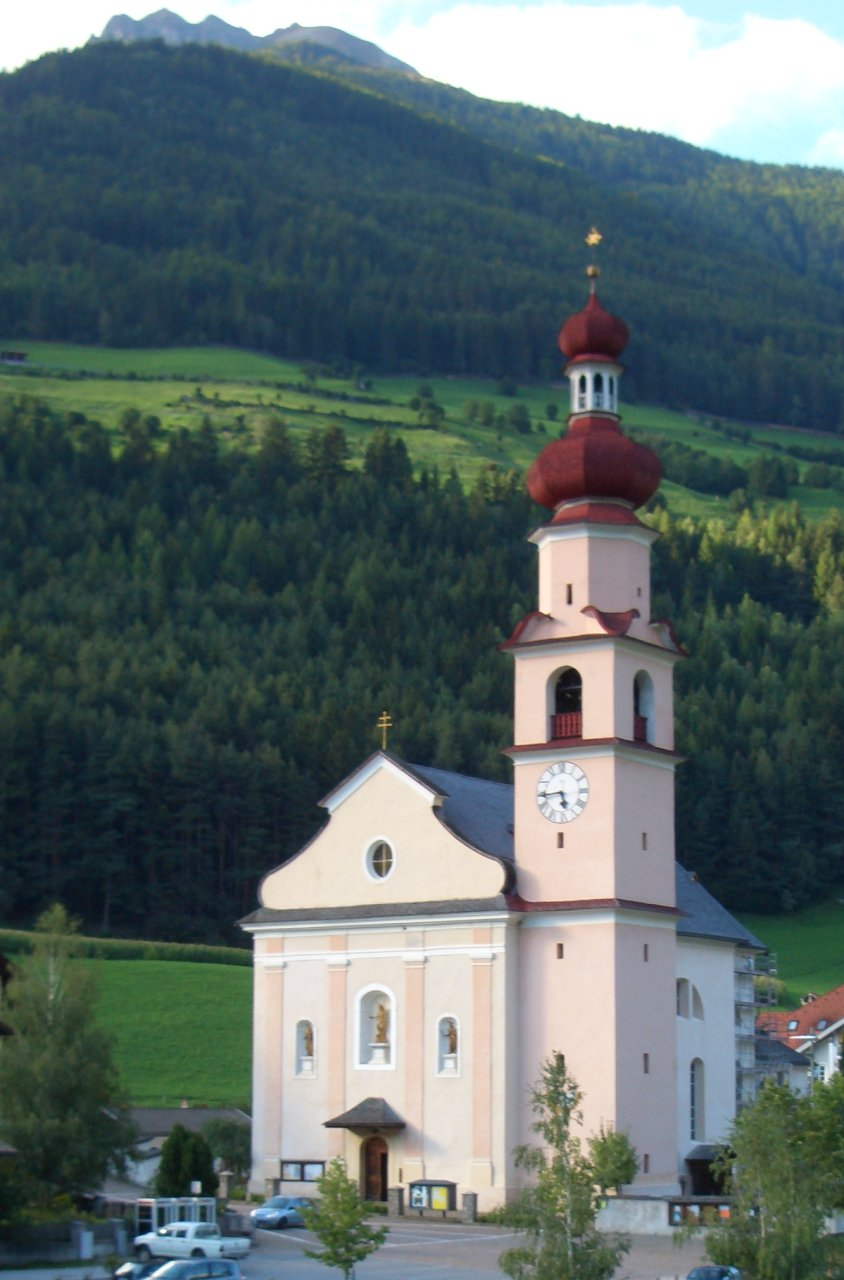
Kirche St. Johann im Ahrntal

Joseph Abenthung (* 1719 in Götzens; † 1803 ebenda) war ein Baumeister und Stuckateur aus Tirol.

## Leben
1749 heiratete er in Götzens Maria Singer, Tochter des Baumeisters und Stuckateurs Hans Singer und Schwester des Baumeisters Franz Singer (1724–1789). 1770 wurde er in die Lade der Maurermeister in Innsbruck aufgenommen.

## Werke
In Südtirol:
- um 1779: Pfarrkirche Meransen
- 1783–1788: Pfarrkirche St. Johann im Ahrntal
- 1791–1796: Pfarrkirche Niederdorf
- 1792–1796: Pfarrkirche St. Ulrich in Gröden

Seine Bauten sind durch den Übergang zwischen Barock und Klassizismus charakterisiert.
Das Hauptschiff der Kirchen Abenthungs weist die typische Teleskopform auf.

## Bibliographie
- Markus Neuwirth: Architektur um 1800. In: Paul Naredi-Rainer, Lukas Madersbacher (Hrsg.): Kunst in Tirol. Verlagsanstalt Tyrolia, Innsbruck und Verlagsanstalt Athesia, Bozen 2007. ISBN 978-3-7022-2776-0 – ISBN 978-88-8266-409-1.
- Eugen Trapp: Kunstdenkmäler Ladiniens. Gadertal. Gröden. Fassatal. Buchenstein. Ampezzo. Verlag: Istitut Ladin „Micurá de Rü“, San Martin de Tor 2003. ISBN 88-8171-044-7.
- Gertrud Pfaundler-Spat: Tirol-Lexikon. Studienverlag GmbH 2005. ISBN 978-3-7065-4210-4.